# حیدوسه
حیدوسه (به عربی: حیدوسة) یک شهرداری در الجزایر است که در استان باتنه واقع شده‌است.